# 中國香港滑冰聯盟
中國香港滑冰聯盟（英語：Hong Kong China Skating Union），原名香港滑冰聯盟（英語：Hong Kong Skating Union）是專門管轄香港花樣滑冰和短道速滑事務的組織。該組織成立於1980年。現時，中國香港滑冰聯盟是國際滑冰聯盟和亞洲滑冰聯盟的成員，旗下的主要比賽有香港短道速滑錦標賽和香港花樣滑冰錦標賽。

## 資料來源
1. ↑  .   [2013-12-24]. （原始内容存档于2016-10-28）.

- 港滑冰聯盟不滿王敏超回應
- 香港滑冰聯盟回應王敏超「諉過於人」論：非常義憤

## 外部連結
- 官方网站 （页面存档备份，存于）